# Frédéric Herpoel
Frédéric Herpoel (Mons, 16 agosto 1974) è un ex calciatore belga, di ruolo portiere.

## Palmarès
- Supercoppe del Belgio: 2

Anderlecht: 1993, 1995
- Campionato belga: 2

Anderlecht: 1993-1994, 1994-1995
- Coppe del Belgio: 1

Anderlecht: 1993-1994